# Pawieł Leszczinski
Pawieł Donatowicz Leszczinski (ros. Павел Донатович Лещинский, ur. 3 stycznia 1895 w Petersburgu, zm. 17 maja 1938 w Kujbyszewie (obecnie Samara) – radziecki działacz partyjny i państwowy.

## Życiorys
Od 1913 działał w SDPRR(b), za co kilkakrotnie był aresztowany. W 1917 po rewolucji został sekretarzem rejonowego komitetu oświaty w Piotrogrodzie, a w 1918 zastępcą przewodniczącego gubernialnego komitetu partyjnego RKP(b) w Tambowie. Od maja 1919 do czerwca 1920 służył w Armii Czerwonej, następnie został organizatorem odpowiedzialnym Obuchowskiego Komitetu Rejonowego RKP(b) w Piotrogrodzie, od 1921 do 1923 był sekretarzem odpowiedzialnym gubernialnego komitetu RKP(b) w Nowogrodzie Wielkim, a 1923-1924 instruktorem odpowiedzialnym Południowo-Wschodniego Biura KC RKP(b). Od kwietnia 1924 do maja 1925 był sekretarzem odpowiedzialnym Komitetu Obwodowego RKP(b) Kabardyjsko-Bałkarskiego Obwodu Autonomicznego, 1926-1927 zastępcą kierownika Wydziału Agitacyjno-Propagandowego Północno-Kaukaskiego Komitetu Krajowego WKP(b), w 1927 kierownikiem Pododdziału Propagandy Północno-Zachodniego Biura KC WKP(b) i członkiem Prezydium Leningradzkiego Obwodowego Komitetu Związku Papierników, a od września 1929 do 24 stycznia 1931 sekretarzem odpowiedzialnym Komitetu Okręgowego WKP(b) w Murmańsku. W 1931 został sekretarzem-organizatorem 6 rejonu Kolei Oktiabrskiej w Leningradzie, później był naczelnikiem kolejno 3. i 5. rejonu eksploatacyjnego Kolei Oktiabrskiej w obwodzie leningradzkim. Od lipca 1933 do czerwca 1933 był szefem Wydziału Politycznego 1. Rejonu Eksploatacyjnego Kolei Samarsko-Złatoustkiej, a od czerwca 1936 do października 1937 szefem Służby Pasażerskiej Kolei Kujbyszewskiej.
3 października 1937 został aresztowany podczas wielkiego terroru, następnie 17 maja 1938 skazany na śmierć przez Sąd Najwyższy ZSRR i tego samego dnia rozstrzelany. 25 kwietnia 1957 decyzją Sądu Najwyższego ZSRR został pośmiertnie zrehabilitowany.